# Frieder Naschold

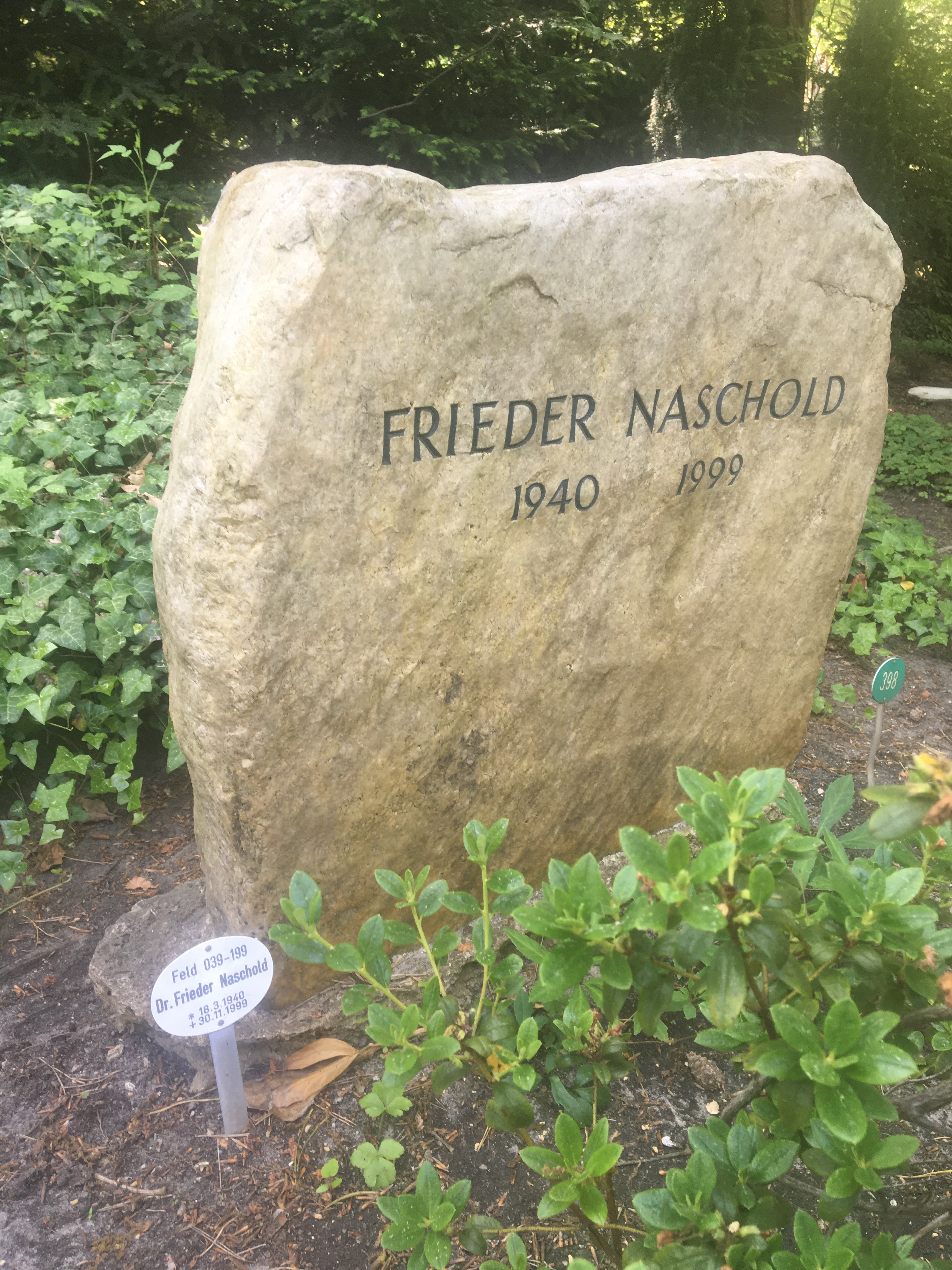
Grabstelle auf dem Waldfriedhof Zehlendorf in Berlin (Feld 039-199)

Frieder Naschold (* 18. März 1940 in Sarajevo; † 30. November 1999 in Wien) war ein deutscher Sozialforscher und Politikwissenschaftler.

## Leben
Frieder Naschold stammte aus einer alten schwäbischen Familie, die in Calw und Schwäbisch Gmünd ansässig war. Sein Vater unterrichtete zwar an einem Gymnasium, doch dessen Vorfahren betrieben mittelständische Unternehmen in der Textil-, Leder- und Schmuckbranche. In Schwäbisch Gmünd wuchs Naschold auf.
Nach dem Studium der Politikwissenschaft, Nationalökonomie, Soziologie und Geschichte in Tübingen, Erlangen und an der Yale University wurde Frieder Naschold im Jahr 1966 mit der Dissertation Kassenärzte und Krankenversicherungsreform: Zu einer Theorie der Statuspolitik promoviert. Danach arbeitete er als wissenschaftlicher Assistent an der Eberhard-Karls-Universität Tübingen. Im Jahr 1969 habilitierte er sich bei Theodor Eschenburg mit der Schrift Organisation und Demokratie, einer Untersuchung zum Demokratisierungspotenzial komplexer Organisationen. 1970 wurde Naschold Professor für Politische Wissenschaft an der Universität Konstanz, deren Rektor er von 1974 bis 1976 war. Im selben Jahr erfolgte seine Berufung an das Wissenschaftszentrum Berlin für Sozialforschung (WZB). Dort leitete er den Forschungsschwerpunkt Arbeitspolitik im damaligen Internationalen Institut für Vergleichende Gesellschaftsforschung. Von 1988 bis zu seinem Tode war Frieder Naschold im WZB als Leiter der Abteilung Regulierung der Arbeit in nationalen und internationalen Forschungsprojekten tätig. Er wurde auf dem Waldfriedhof Berlin-Zehlendorf beigesetzt.

## Politische Beratung
Frieder Naschold arbeitete seit 1969 in der Projektgruppe Regierungs- und Verwaltungsreform, an der auch Renate Mayntz und Fritz Scharpf beteiligt waren. Bereits im März 1969 analysierte Naschold in einem Referat vor der Projektgruppe die vernachlässigten Aspekte der Regierung- und Verwaltungsreform in der Bundesrepublik Deutschland, wobei er seine Kritik mit einer Technokratie der Planungsansätze begründete. In der Projektgruppe wurde erstmals in einer regierungsamtlichen Planung nach der Moderationsmethode gearbeitet, die Eberhard Schnelle gemeinsam mit seinem Quickborner Team entwickelt hatte.
Nach der Bundestagswahl 1969 richtete Horst Ehmke als damaliger Chef des Bundeskanzleramtes eine Planungsabteilung ein. Im Rahmen der vom Bundeskanzleramt verantworteten Reformen betrieb Naschold ein Forschungsprojekt zur mittelfristigen Finanzplanung.

## Schriften
- Kassenärzte und Krankenversicherungspflicht. Zu einer Theorie der Statuspolitik. (Dissertation). Rombach, Freiburg 1967.
- Organisation und Demokratie. Untersuchung zum Demokratisierungspotential in komplexen Organisationen. (Habilitation). Kohlhammer, Stuttgart 1969.
- Vernachlässigte Aspekte der Regierung- und Verwaltungsreform in der Bundesrepublik Deutschland. In: Kommunikation – Zeitschrift für Planung und Organisation. Heft 4/1969, S. 191–200. Verlag Schnelle, Quickborn 1969.
- Einführung in die moderne politische Theorie, 3 Bände, gemeinsam mit Wolf-Dieter Narr. Kohlhammer, Stuttgart 1969ff.
- Gesellschaftsplanung in kapitalistischen und sozialistischen Systemen. Gemeinsam mit Josef Esser und Werner Väth (Hrsg.). Birkhäuser Verlag, Basel 1972, ISBN 3-0356-0037-6.
- Politische Planungssysteme. Gemeinsam mit Werner Väth (Hrsg.). Westdeutscher Verlag, Opladen 1973.
- Schulreform als Gesellschaftskonflikt. Athenäum, Frankfurt am Main 1974.
- Politische Wissenschaft. Entstehung, Begründung und gesellschaftliche Entwicklung. Unter Mitarbeit von Bernhard Pfahlberg. Alber, Freiburg 1979.
- Arbeitspolitik. Materialien zum Zusammenhang von politischer Macht, Kontrolle und betrieblicher Organisation der Arbeit. Gemeinsam mit Ulrich Jürgens (Hrsg.). Westdeutscher Verlag, Opladen 1983.
- Arbeit und Politik. Gesellschaftliche Regulierung der Arbeit und der sozialen Sicherung. Campus, Frankfurt am Main 1985.
- Regulating Employment and Welfare: Company and National Policies of Labour Force Participation at the End of Worklife in Industrial Countries. Gemeinsam mit Bert De Vroom (Hrsg.). Walter de Gruyter, Berlin u. New York 1994.
- Produktivität öffentlicher Dienstleistungen, 2 Bände, gemeinsam mit Marga Pröhl (Hrsg.), Verlag Bertelsmann Stiftung, Gütersloh 1994/1995, ISBN 3-89204-109-1 und ISBN 3-89204-145-8.
- Kommunale Spitzeninnovationen. Konzepte, Umsetzung, Wirkungen in internationaler Perspektive. Gemeinsam mit Maria Oppen u. Alexander Wegener. Sigma, Berlin 1998.